# Tipula (Eumicrotipula) serrilobata
Tipula (Eumicrotipula) serrilobata is een tweevleugelige uit de familie langpootmuggen (Tipulidae). De soort komt voor in het Neotropisch gebied.